# Шлепциг
Шлепциг или Слопишча (нем. Schlepzig, н.-луж. Slopišća) — коммуна в Германии, в земле Бранденбург.
Входит в состав района Даме-Шпревальд. Подчиняется управлению Унтершпревальд. Занимает площадь 30,37 км².
В настоящее время коммуна входит в состав культурно-территориальной автономии «Лужицкая поселенческая область», на территории которой действуют законодательные акты земель Саксонии и Бранденбурга, содействующие сохранению лужицких языков и культуры лужичан.

## Население
Население составляет 618 человек (на 31 декабря 2010 года)..
| Год  | Население |
| ---- | --------- |
| 2000 | 665       |
| 2005 | 656       |
| 2010 | 629       |

## Фотографии

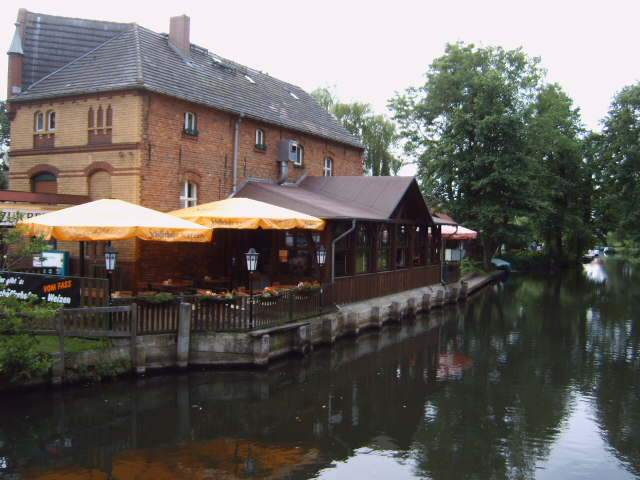
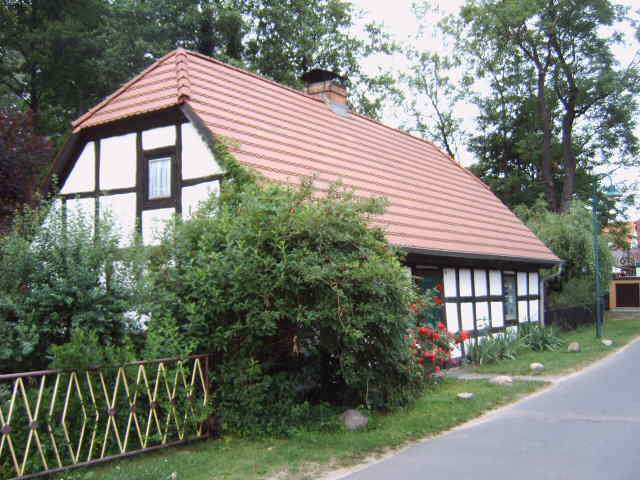
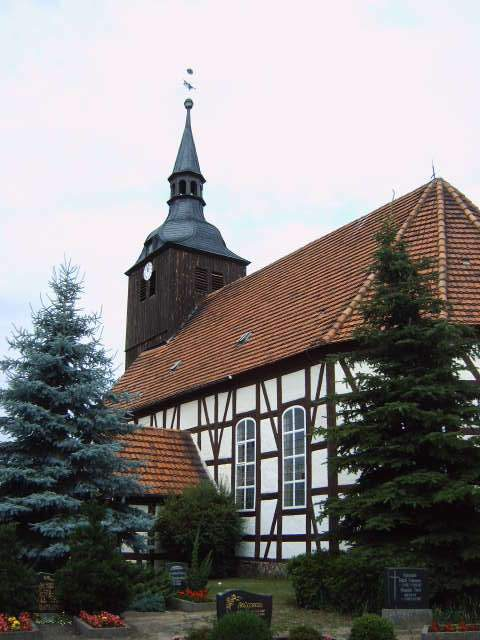